# Henric Johan Söderström
Henric Johan Söderström, född 1775, död 15 juni 1817, var en svensk instrumentmakare i Stockholm och tillverkade klavikord. Han var kompanjon med Pehr Lindholm mellan 1800 och 1810.

## Biografi
Söderström blev snickarlärling hos snickarmästaren Anders Scherling, Stockholm och skrev ut sig som gesäll 1796. Han blev 1800 gesäll hos klaverbyggaren Pehr Lindholm, Stockholm. Söderström blev mästare hos honom i november år 1800 och blev då dennes kompanjon. Han var då blivande svärson till Lindholm. Bolaget kom att finnas fram till 1810 då det upplöstes. Han fortsatte att arbeta för sig själv fram till 1817 då han avled.

### Familj
Söderström gifte sig 23 november 1800 i Maria Magdalena församling, Stockholm med Maria Elisabeth Lindholm. Hon var dotter till instrumentmakaren Pehr Lindholm i Stockholm. De fick tillsammans barnen Johanna Maria (född 1801), Johanna Lovisa (född 1803), Henric (född 1807), Pehr Anders (född 1810) och Maria (född 1812).

## Instrument

### Klavikord
- 1810 - Klavikord.
- 1816 - Klavikord.

### Klavikord tillsammans med Lindholm
- 1802 - Klavikord.
- 1803 - Klavikord.
- 1803 - Klavikord.
- 1803 - Klavikord.
- 1804 - Klavikord.
- 1806 - Klavikord.
- 1807 - Klavikord.
- 1808 - Klavikord.
- 1803 - Klavikord.
- 1807 - Klavikord.

## Medarbetare
- Petter Malmsten (född 1772) var 1810 gesäll hos Söderström.[7]
- Eric Lindstedt (född 1775) var 1810 gesäll hos Söderström.[7]